# 138è Esquadró de la RAF
El 138è Esquadró de la Royal Air Force va ser un esquadró que serví en diversos papers durant la seva carrera, fins que va ser dissolt el 1962. Va ser el primer esquadró "Bombarder-V" de la RAF, volant amb Vickers Valiant entre 1955 i 1962.

## Història

### Formació a la I Guerra Mundial com a esquadró de caces
El 138è Esquadró de la RAF va ser format originàriament com una unitat de caces l'1 de maig de 1918, però la seva formació se suspengué fins a ser format oficialment el 30 de setembre de 1918 com un esquadró de caça-reconeixement a Chingford, sent dissolt allà l'1 de febrer de 1919.

### Operacions Especials durant la II Guerra Mundial

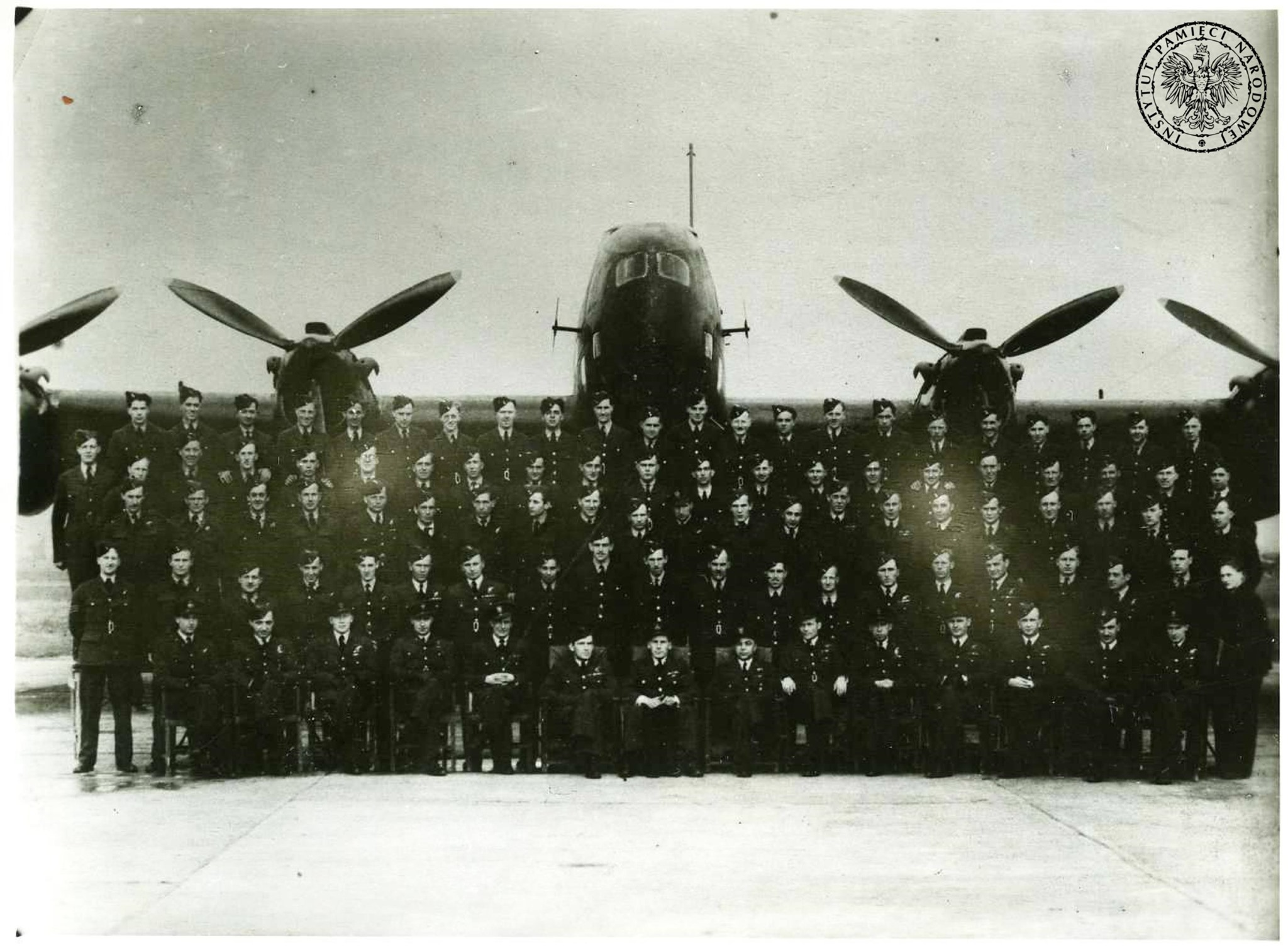
Esquadró C polonès, abril de 1943, Tempsford

Durant la Segona Guerra Mundial va ser reformat partir del 1419è de Caces, com a 138è Esquadró (Tasques Especials). Va ser destinat a RAF Tempsford, i va rebre la missió de llançar agents i equipament de l'Executiva d'Operacions Especials als territoris ocupats. Va acomplir aquesta tasca fins al març de 1945, en què va ser assignat al Comandament de Bombarders, operant sota el 3r Grup. Va ser dissolt l'1 de setembre de 1950.

### Esquadró Bombarder-V en la postguerra

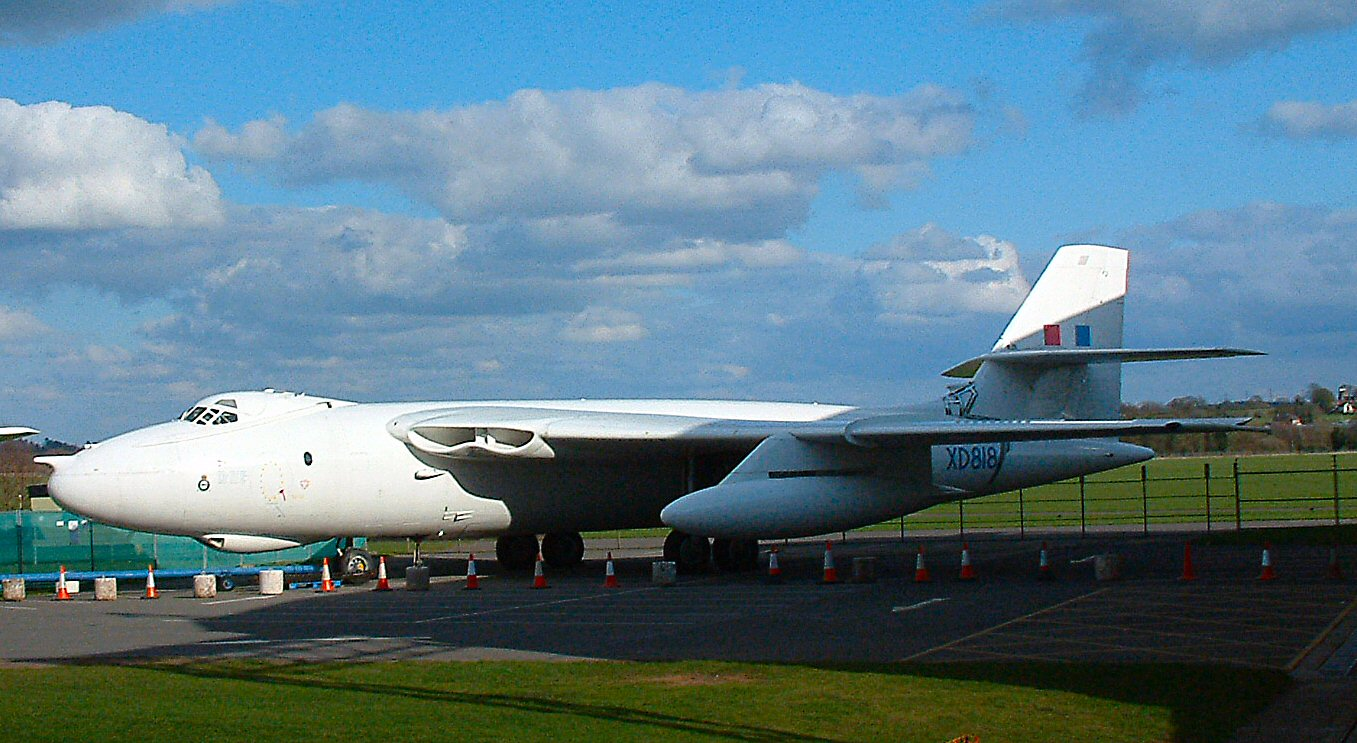
Un Vickers Valiant B.1 XD818, foto feta abans que es desplegués amb dos "bombarders V" més, el Handley Page Victor i l'Avro Vulcan.

L'1 de gener de 1955 es reformà l'esquadró per ser el primer esquadró que seria equipat amb el bombarder estratègic nuclear Vickers Valiant, amb base a RAF Gaydon, i després traslladat a RAF Wittering. Durant la Crisi de Suez de l'octubre de 1956, sent dissolt finalment l'1 d'abril de 1962.

## Avions operats
| De               | A                | Avió                        | Variant        |
| ---------------- | ---------------- | --------------------------- | -------------- |
| Setembre de 1918 | Febrer de 1919   | Bristol F.2 Fighter         | F.2b           |
| Agost de 1941    | Març de 1942     | Westland Lysander           | Mk.IIIa        |
| Agost de 1941    | Novembre de 1942 | Armstrong Whitworth Whitley | Mk.V           |
| Agost de 1941    | Agost de 1944    | Handley Page Halifax        | Mk.II          |
| Gener de 1943    | Agost de 1944    | Handley Page Halifax        | Mk.V           |
| Juny de 1944     | Març de 1945     | Short Stirling              | Mk.V           |
| Març de 1945     | Setembre de 1947 | Avro Lancaster              | Mks. I and III |
| Setembre de 1947 | Setembre de 1950 | Avro Lincoln                | B.2            |
| Febrer de 1955   | Març de 1962     | Vickers Valiant             | B.1            |
| Març de 1956     | Maig de 1961     | Vickers Valiant             | B(PR).1        |
| Març de 1956     | Agost de 1961    | Vickers Valiant             | B(PR)K.1       |
| Juny de 1956     | Abril de 1962    | Vickers Valiant             | B(K).1         |